# Лузитанская Церковь
Лузитанская Католическая Апостольская Евангелическая церковь Португалии (порт. Igreja Lusitana Católica Apostólica Evangélica) — англиканская община Португалии, состоящая из 15 приходов. Численность — 4.5 тыс. прихожан

## История
Первая англиканская часовня была открыта в Лиссабоне вскоре после учреждения конституционной монархии. Англиканские идеи оказались созвучными с португальским движением старокатоликов, которые выразили несогласие с решениями 1 Ватиканского собора. В 1880 был проведен первый Синод, положивший начало Лузитанской Церкви. До 1958 года община не имела собственного епископа. В 1980 году церковь была принята в Англиканское содружество. 